# Brachmys puberulus
Brachmys puberulus là một loài bọ cánh cứng trong họ Byrrhidae. Loài này được Fairmaire miêu tả khoa học năm 1885.